# آر. روشان بك
آر. روشان بك (بالإنجليزية: R. Roshan Baig)‏ هو سياسي هندي، ولد في 15 يوليو 1953 في بنغالور في الهند. حزبياً، نشط في المؤتمر الوطني الهندي. وقد انتخب Member of the Legislative Assembly (India) ‏ وانتخب Member of the Karnataka Legislative Assembly ‏.